# 佐藤愛子奨励賞

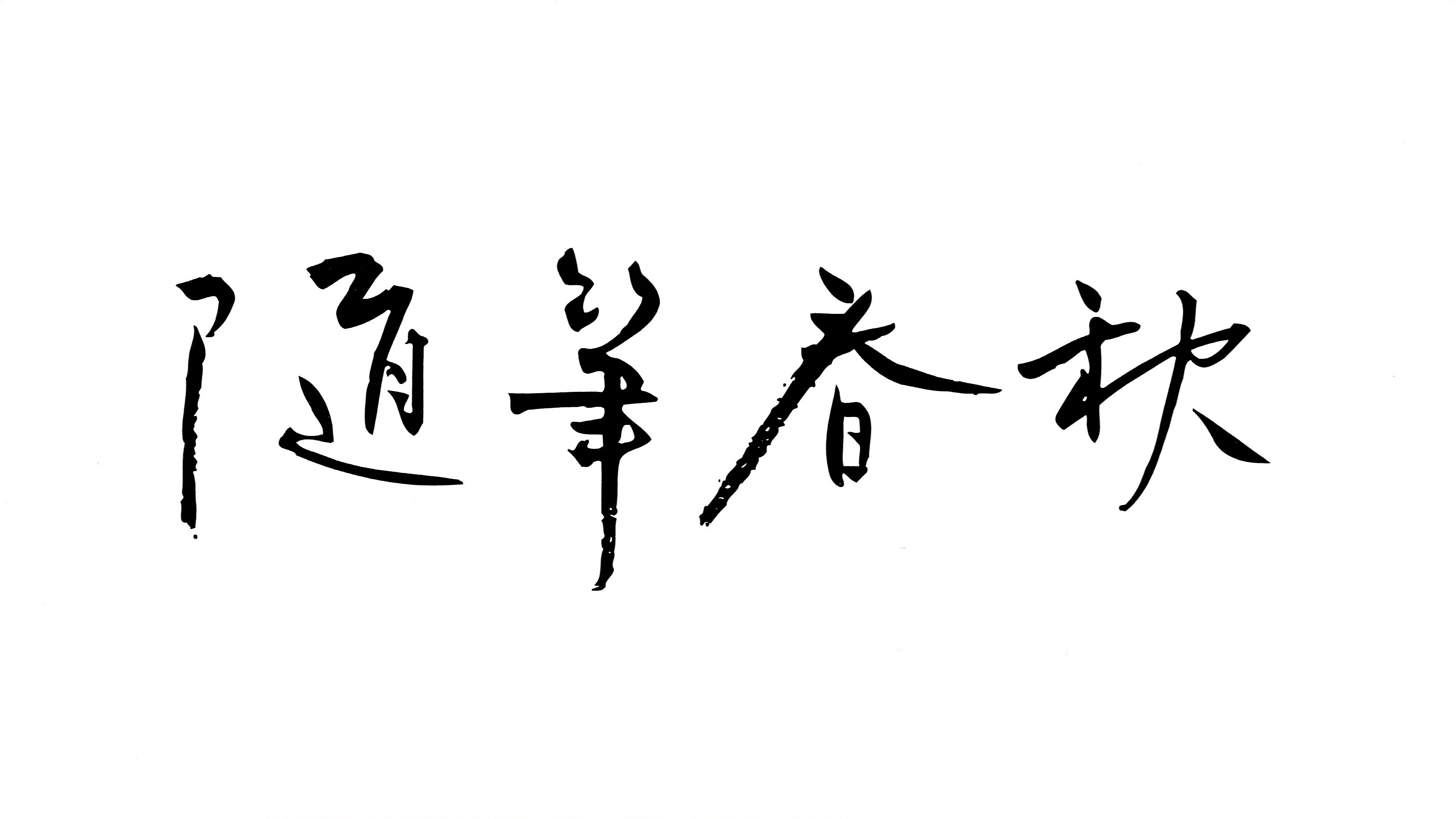
随筆春秋の現在のロゴ（早坂暁の揮毫）

佐藤愛子奨励賞（さとうあいこしょうれいしょう）は、直木賞作家佐藤愛子の名前を冠した公募の文学賞。対象は、エッセイ。随筆春秋賞で知られる、一般社団法人随筆春秋が主催している。

## 概要
随筆春秋において、2020年から佐藤愛子奨励賞が新設された。随筆春秋賞とは独立した賞である。ただし、佐藤愛子奨励賞も随筆春秋賞応募作品から選出される。別途応募の必要はない。
佐藤愛子がこれはと思う作品、作品としては不完全だが期待が持てる作品などに与えられる。したがって、随筆春秋賞と重複しての受賞や、随筆春秋賞では選外の作品が受賞することもある。
佐藤愛子は、随筆春秋の指導者を30年近く務めている。2022年には、第3回 佐藤愛子奨励賞 受賞者が決定した。

## 選考委員
- 佐藤愛子（直木賞作家｜代表作『戦いすんで日が暮れて』『血脈』『晩鐘』）

## 主な関係者一覧
- 堀川とし（実業家、随筆春秋創設者）[5]
- 堀川とんこう（演出家、プロデューサー）[5][6]
- 高木凛（脚本家）[5][6]
- 斎藤信也（元朝日新聞記者、元随筆春秋代表）[5]
- 斎藤智子（元朝日新聞記者、皇室担当）[5]
- 佐藤愛子（直木賞作家）[5][7]
- 遠藤周作（芥川賞作家）[5]
- 金田一春彦（言語学者、国語学者）[5]
- 早坂暁（脚本家）[5]
- 北杜夫（芥川賞作家）[5]
- 布勢博一（脚本家）[5]
- 竹山洋（脚本家）[5][8]
- 中山庸子（エッセイスト、イラストレーター）[5]

## 関連項目

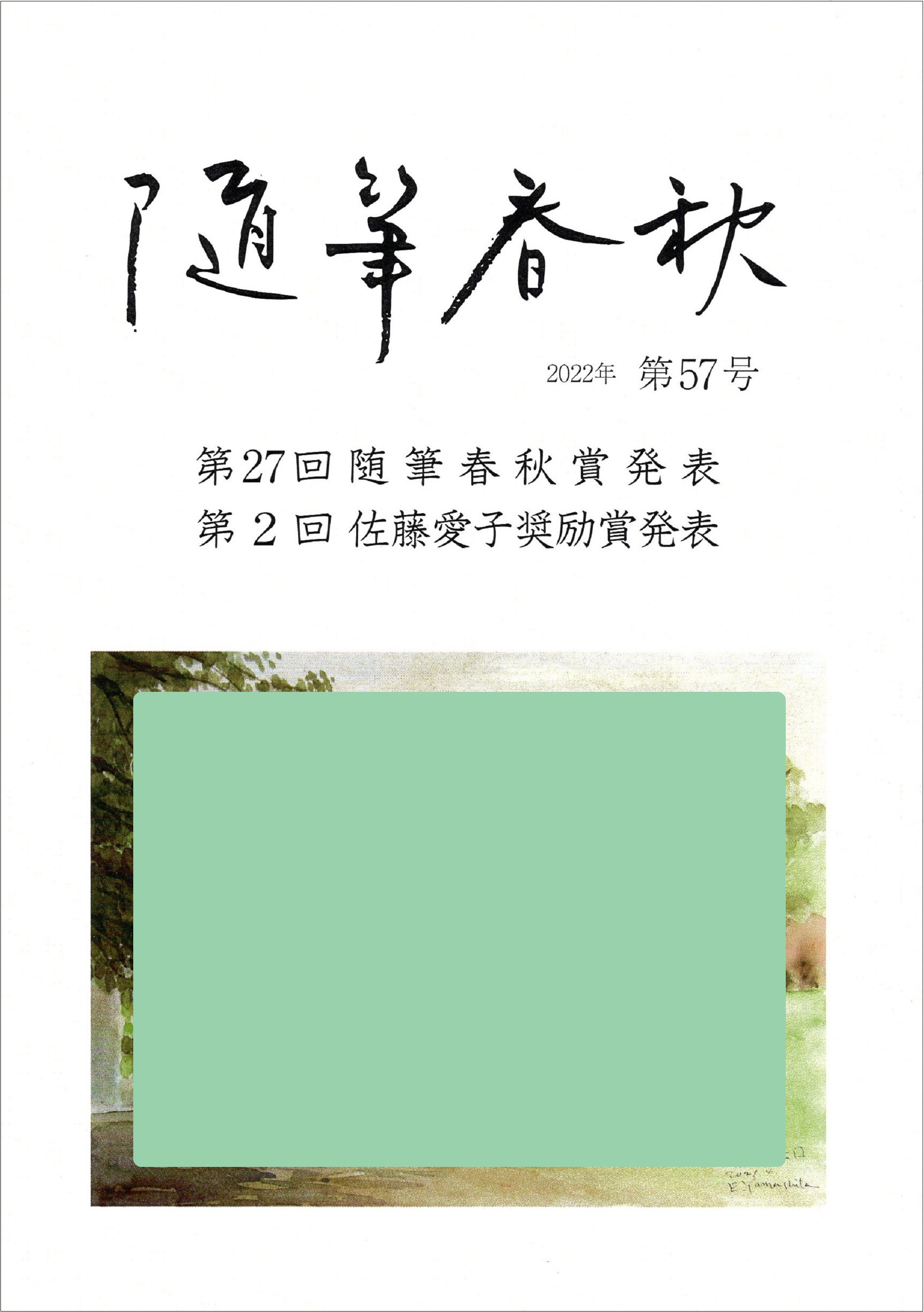
随筆春秋第57号（2022年3月）

### 随筆春秋事務局
- 近藤健（随筆春秋 代表）[5]
- 池田元（随筆春秋 代表理事）[5]
- 正倉一文（随筆春秋 事務局長）[5]

　（太字｜存命人物）